# Golden Time (Light Novel)
Golden Time (jap. ゴールデンタイム, Gōruden Taimu) ist eine Light-Novel-Serie von Yuyuko Takemiya mit Illustrationen von Ēji Komatsu. Sie erschien von 2010 bis 2014 in Japan und wurde als Manga, Anime und Videospiel adaptiert.

## Handlung
Der Erstsemester Banri Tada (多田 万里) findet an seinen ersten Tagen an der juristischen Fakultät in Tokio und bei der Suche nach einem passenden Uni-Club schnell neue Freunde: Mitsuo Yanagisawa (柳澤 光央), den Otaku Takaya Satō (佐藤 隆哉) und die kleine und lebhafte Chinami Oka (岡 千波). Durch Yanagisawa lernt Banri auch die schöne Kōko Kaga (加賀 香子) kennen, die diesen seit frühester Kindheit kennt und eng mit ihm befreundet ist. Schon lange hat Kaga vor, Yanagisawa zu heiraten, folgt ihm ständig. Yanagisawa wurde das immer mehr zur Last, weswegen er sich heimlich in Tokio einschrieb. Doch auch hierhin folgte ihm Kaga, sodass er ihr auch hier ständig zu fliehen versucht. Tada hilft ihm dabei, hat jedoch auch Mitleid mit Kaga und sucht gemeinsam mit ihr einen Club. Schließlich gehen beide in den Club für japanische Feste, für den sie Linda anwirbt, die sie schon häufiger zufällig auf dem Campus trafen.
Während der Clubsuche und der folgenden Zeit kommen sich beide näher. Kaga erfährt, dass Tada kurz nach dem Schulabschluss von einer Brücke gefallen ist und seitdem alle Erinnerungen an die Zeit davor verloren hat. Um der Belastung zu entgehen, dass seine Familie ständig erwartete der „alte Banri“ könne zurückkehren, ging er ein Jahr später aus der Provinz nach Tokio zum Studieren und lebt nun allein. Nach einiger Zeit gesteht Banri Kaga, dass er sich in sie verliebt hat, doch sie will zunächst nur eine Freundschaft. Zugleich findet Banri heraus, dass Linda ihn von früher kennt. Sie waren in der Oberschule gut befreundet und nun traute sich Linda nicht, ihm davon zu erzählen, weil sie Angst davor hatte wie er reagiert. Er erfährt, dass er in sie verliebt war und am Tag, als sie ihm auf sein Liebesgeständnis antworten wollte, von der Brücke stürzte. Linda machte sich deswegen Vorwürfe. Nun zerstreiten sich beide darüber. Währenddessen hat sich Yanagisawa in Chinami verliebt und gesteht ihr seine Liebe, doch sie weist ihn ab. Kaga legt über dieses Ereignis ihre Besessenheit von Yanagisawa endgültig ab und will mit Banri zusammen sein. Während sich ihre Beziehung gut entwickelt, blockt Banri jeden Kontaktversuch von Linda ab, bis ihn schließlich seine Nachbarin Nana hereinlegt. Sie sprechen sich aus und Linda will Tada in seinem „neuen Leben“ unterstützen.
Banri traut sich dennoch nicht, Kaga von seinem früheren Verhältnis zu Linda zu erzählen. Dann kehren immer wieder kurz seine Gefühle zurück, der Geist seines alten Ichs nimmt von seinem Körper Besitz. Banri wird schwer krank und von Kaga gepflegt. Sie hat ein altes Foto von ihm und Linda gefunden und ist distanziert, da sie Banri nicht danach fragen will. Als Banri später heimlich einen Nebenjob auf einer Party annimmt, damit er mit Kaga im Sommer wegfahren kann, trifft er dort auf Linda. Kaga erwischt sie dort, posierend für die Gäste, und im Nachhinein klärt Banri sie über sein Verhältnis zu Linda auf. Er will sein altes Ich nun ganz vergessen, auch Linda soll das. Doch der Geist seines alten Ichs beschert ihm als Rache allerlei Unglück. Ihre Pläne für den Sommer fallen ins Wasser, immer wieder haben sie Pech, bis die Gruppe aus Banri, Kōko, Yanagisawa, Oka und Satō mit dem Auto an den Strand fährt. Trotz Verspätung und Regen haben sie Spaß, doch auf der Rückfährt verunglücken sie fast, als Kōko beim Fahren einschläft. Ihre Verunsicherung, Schuldgefühle und ihre Angst, Banri könnte sie bei einem Unfall so vergessen wie einst Linda führen zu einer neuen Krise ihrer Beziehung. Banri verspricht, Kōko nie zu vergessen und sich auch seiner Vergangenheit zu stellen.
So kommt es, dass Banri sich wieder besser mit Linda versteht. Gemeinsam mit ihr fährt er zum Klassentreffen nach Shizuoka. Vor dem Zusammentreffen mit den früheren Mitschülern, die er alle vergessen hat, hatte er Angst, doch er wird freundlich empfangen und alle nehmen Rücksicht auf ihn. Nun glaubt Banri, sein altes Ich lasse ihn endlich sein neues Leben leben. Zurück in Tokio sind die Gefühle Banris und Kōkos zueinander noch stärker geworden. Banri hat ihr von seiner Mutter einen Ring mitgebracht, doch weiß nicht wann er ihn Kōko schenken soll. Im Fest-Klub helfen sie Yanagisawa, Linda näher zu kommen. Er ist schon länger in die verliebt, doch sie blockt ihn ab. Banri verrät sie, dass sie sich ihrer und seiner Gefühle unsicher ist. Sein enges Verhältnis zu Linda weckt zugleich Misstrauen bei Oka und Yanagisawa, da sie Banris Vergangenheit noch nicht kennen. Als der Fest-Klub einen Auftritt hat, den Yanagisawa filmt, kehrt plötzlich Banris Gedächtnis wieder zurück. Er vergisst jedoch alle neuen Erinnerungen und läuft panisch davon. Linda und Kōko können ihn finden und beruhigen, doch Banris Angst, dass sein altes Ich zurückkehrt und sein neues verschwindet, wird immer stärker. Er traut sich jedoch nicht, mit Kōko darüber zu sprechen.
Kōko und Banri beschließen, seine Freunde über seine Vergangenheit aufzuklären. Doch an dem Abend hat er erneut einen Anfall. Als Banri Kōko endlich den Ring überreichen will, macht sie mit ihm Schluss. Der Freundeskreis steht unter großem Druck, mehr noch als Yanagisawa über Banris alte Liebe zu Linda erfährt. Da Banri befürchtet, sein altes Ich kehre bald zurück, finden sie sich wieder zusammen. Während des Universitätsfests treten Kōko und Banri mit dem Tanzklub auf, Banris Mutter ist als Zuschauerin eingeladen. Noch während des Tanzes kehren seine alte Erinnerungen zurück, alles was er in Tokio erlebt hat vergisst Banri. Seine Mutter bringt ihn in die Heimat, wo er zunächst ins Krankenhaus kommt und dann bei seinen Eltern lebt. Er verbringt viel Zeit mit Linda, ohne dass sie ihm die Frage nach ihrer Liebe zu ihm beantwortet. Trotz der Notizen, die er sich gemacht hat, kann er sich an seine Zeit als Student, seine Freunde und Kōko nicht erinnern. Doch eines Tages kommt Kōko ihn besuchen. Nach einigen Zögern erkennt er sie doch wieder, läuft ihr hinterher. Mit Lindas Hilfe kann er sein altes Ich, das noch an Linda hängt, überwinden und dabei akzeptieren, dass jeder und so auch er immer wieder Teile seiner Vergangenheit vergisst. Zusammen mit Kōko kehrt er zu seinen Freunden nach Tokio zurück.

## Veröffentlichung
Die Light Novel wurde vom Verlag ASCII Media Works veröffentlicht. Der erste Band erschien am 10. September 2010 und der elfte und letzte am 8. März 2014. Daneben erschienen vier weitere Kurzgeschichten im Dengeki Bunko Magazine #16/19/21/22.
Eine chinesische Fassung erschien bei Kadokawa Taiwan.

## Adaptionen

### Manga
Vom 27. August 2011 (Ausgabe 10/2011) bis Juli 2016 erschien im Magazin Dengeki Daioh von ASCII Media Works eine Manga-Adaption der Light-Novel-Reihe. Die Umsetzung von Umechazuke wurde auch in insgesamt neun Sammelbänden veröffentlicht. Eine deutsche Übersetzung von Christine Steinle erschien von November 2015 bis Juni 2017 vollständig bei Egmont Manga. Auch ins Englische und Chinesische wurde die Serie übersetzt.

### Anime
Studio J.C.Staff produzierte 2013 eine Anime-Umsetzung der Light-Novel für das japanische Fernsehen. Dabei führte Chiaki Kon Regie, Kōtarō Suga, Ryūtarō Kawakami und Takaaki Yuasa waren als Produzenten tätig und das Drehbuch schrieb Fumihiko Shimo. Das Charakterdesign entwarf Shinya Hasegawa und für die künstlerische Leitung war Hiromu Itō verantwortlich. Vom 4. Oktober 2013 bis 28. März 2014 nach Mitternacht (und damit am vorigen Fernsehtag) wurden die 24 Folgen von MBS in Japan gezeigt, sowie mit einigen Tagen Versatz auch bei Nippon BS Broadcasting Corporation, Chiba Television, Tokyo MX, TV Aichi, TV Kanagawa und TV Saitama.
Der Sender Animax zeigte eine englische und eine chinesische Fassung des Animes. Die Plattformen Crunchyroll und The Anime Network stellen die Folgen per Streaming unter anderem mit deutschen Untertiteln zur Verfügung.
AniMoon Publishing gab im Dezember 2021 eine Lizenzierung der Anime-Serie bekannt, welche im Jahr 2022 auf Disk veröffentlicht werden soll.

### Synchronisation
Die Synchronisation der Serie wurde vom Synchronstudio TNT Meda GmbH übernommen. Die Dialogbücher wurden dabei von Marco Rheindorf und Sebastian Horn beigesteuert, wohingegen Katharina von Daake die Synchronregie übernahm.
| Rolle                | japanische Sprecher (Seiyū) | Deutsche Sprecher |
| -------------------- | --------------------------- | ----------------- |
| Banri Tada           | Makoto Furukawa             | Tim Schwarzmaier  |
| Kōko Kaga            | Yui Horie                   | Lydia Morgenstern |
| Mitsuo Yanagisawa    | Kaito Ishikawa              | Vincent Fallow    |
| Linda/Nana Hayashida | Ai Kayano                   | Samina König      |
| Chinami Oka          | Ibuki Kido                  | Jodie Blank       |
| Takaya Satō          | Takahiro Hikami             | Patrick Keller    |
| Nana                 | Satomi Satō                 | Vera Bunk         |

### Musik
Die Musik der Serie stammt von Yukari Hashimoto. Die beiden Vorspannlieder sind Golden Time und The♡World's♡End, beide gesungen von Yui Horie. Für die Abspanne verwendete man die ebenfalls von ihr gesungenen Sweet & Sweet Cherry und Haneikyū-teki ni Aishite yo♡ (半永久的に愛してよ♡).

### Videospiel
Am 27. März 2014 erschien ein für die PlayStation Vita entwickeltes Spiel zur Light Novel. Die Visual Novel wurde von Kadokawa Games herausgebracht.